# 研究小組

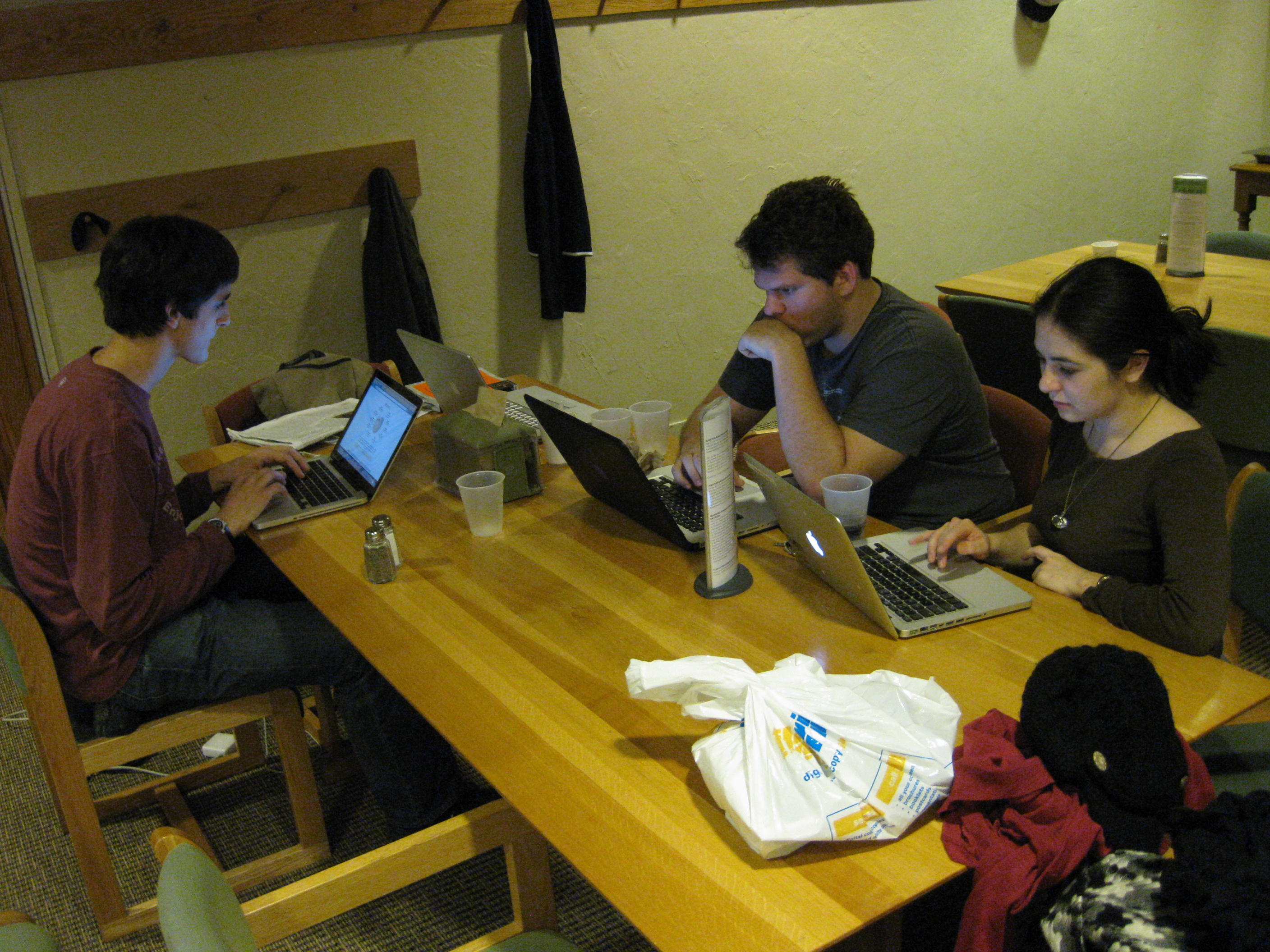
研究小組在餐馆内

研究小组是一个小群人定期开会讨论及共同研究领域的方式。 这些团体通常会出现在高中和學院中，有时也会出现在公司，小学和初中。职业发展组织也鼓励人们创立研究小組。研究小組可幫助一些處於龐大群體環境中的學生。
每个小组都是独特的，成员有不同的背景和能力。 一些学院还会设立研究小组供学生加入。
典型学院水平的研究小組通常会包括5-20个学生和一个管理员或教师。专业团体往往较小规模。